# 藤脇邦夫
藤脇 邦夫（ふじわき くにお、1955年 - ）は日本のノンフィクション作家。2015年までは白夜書房の営業部社員でもあった。秀英書房社長の森道男は義父（妻の父）。

## 来歴
広島県出身。大学卒業後、専門学校、業界誌を経て、1982年に白夜書房へ入社。以後、2015年の退社まで、営業部所属ながら『漫画ブリッコ』など、数々の雑誌や書籍を企画した。『漫画ブリッコ』編集長時代の大塚英志には業界誌『新文化』を紹介し、評論家となるきっかけを与えているが、後に対立関係となった。
小林信彦のファンであり、『道化師のためのレッスン』『小林信彦60年代日記―1959~1970』などの書籍企画に携わったことから、1986年に朝日新聞で連載された小説『極東セレナーデ』冒頭シーンのモデルとして描写された。自身も同年、『仮面の道化師 - 定本小林信彦研究』で作家デビューを果たしている。 
夜久弘（『つげ義春とCOMICばく』の著者であり、『COMICばく』の元編集長）に代表される「利益が出せない」「能書きが多い」「他の要素をいつも引き合いに出して、不可抗力ばかり述べる」「原因のすべてをいつも営業のせいにする」「すべてにおいてエクスキューズが多い」編集者を営業社員の視点から批判し、良書幻想を否定する『出版幻想論』を1994年に出版。
2015年、定年退職を期に回顧本『出版アナザーサイド』を出版。

## 著書
- 仮面の道化師 - 定本小林信彦研究（1986年発売、弓立社）ISBN 978-4896671247
- 出版幻想論（1994年発売、太田出版）ISBN 978-4872331622
- 出版現実論（1997年発売、太田出版）ISBN 978-4872333541
- 出版アナザーサイド ある始まりの終わり 1982-2015（2015年、本の雑誌社）
- 定年後の韓国ドラマ（2016年11月30日、幻冬舎新書）ISBN 978-4344984455
- 断裁処分（2017年4月7日、ブックマン社）
- 人生を変えた韓国ドラマ　2016～2021（2021年11月18日、光文社新書）ISBN 978-4334045760

## 企画担当した主な書籍・雑誌
- ザ・ビートルズレポート (白夜叢書) 竹中労 (著, 編集) 1982
- 雑誌『漫画ブリッコ』および白夜コミックス
- PR誌『白夜通信』
- 道化師のためのレッスン　小林信彦 1984
- 小林信彦60年代日記―1959~1970 小林信彦 1985
- 蛇のみちは―団鬼六自伝 1985
- 私小説 鈴木いづみ, 荒木経惟 1986
- 愛を叫んだ獣 亀和田武 1986
- 定本ジャックス 高護(著, 編集), 黒沢進 (編集)　1986
- 雑誌『月刊 ON STAGE』
- ロックンロール・バビロン ゲーリー・ハーマン (著), 中江昌彦 (翻訳) 1988
- コンプリート・スティーヴン・キング 奥沢成樹 (編集), 風間賢二 (編集) 1988
- Zappa vox 1988
- ザ・ローリング・ストーンズ・ディスコグラフィー ―1963‐1988 1988
- デニス・ホッパー―狂気からの帰還 エレナ・ロドリゲス  (著), 綾部修 (翻訳) 1989
- 雑誌『GOLD WAX』1989
- 日本ロック大系 上下 月刊オンステージ編集部 (編集) 1990
- アルフレッド・ヒッチコック&ザ・メイキング・オブ・サイコ スティーブン・レベロ (著), 岡山徹 (翻訳) 1990
- バックストリーツ―ブルース・スプリングスティーン チャールズ・R.クロス  (著), 五十嵐正 (翻訳) 1990
- フィル・スペクター―甦る伝説 マーク・リボウスキー (著), 奥田祐士 (翻訳) 1990
- コンプリート・ジェリー・アンダーソン エピソードガイド―ITC名作SFテレビ記録集 アダム・ピラーニ (著), ダーツ編・訳  1991
- メイキング・オブ・サンダーバード―シルヴィア・アンダーソン自伝 シルヴィア・アンダーソン (著), 奥田祐士 (翻訳) 1992
- 完全版 瑾鵾花(きんこんか)  山藍紫姫子  (著), 竹田やよい (イラスト) 1992
- 愛の叫び ゴードン・メリック (著), 栗原知代 (翻訳) 1992
- ラッシュ ジョン・レチー (著), 柳下毅一郎 (翻訳) 1993
- 耽美小説・ゲイ文学ブックガイド 柿沼瑛子 (著), 栗原知代 (著) 1993
- ザ・ニュー・ジョイ・オブ・ゲイ・セックス チャールズ・シルヴァースタイン (著), フェリス・ピカーノ (著), 福田広司 (翻訳) 1993
- ラヴェンダースクリーン―ゲイ&レズビアン・フィルム・ガイド ボーゼ・ハドリー (著), 奥田祐士 (翻訳) 1993
- ラヴェンダーロマンス・シリーズ
  - 熱い罠 ジョン・プレストン 著 風間賢二 訳 1993
  - 柔らかい蕾ジョン・プレストン 著 田中誠 訳 1994
  - 美しい獲物アーロン・トラヴィス 著 風間賢二 訳 1994
  - 愛の奴隷 アーロン・トラヴィス 著 横須賀零 訳 1994
  - アレックス・ケイン・シリーズ 1 スウィート・ドリーム ジョン・プレストン 著 葛野葉子 訳 1994
  - レザーボーイ・キッス  ラリー・タウンゼント 著  田中誠 訳 1994
  - 重い鎖 ラリー・タウンゼント 著 望月弘子 訳 1995
  - ヴィレッジの掟 クリストファー・モーガン 著 横須賀零 訳 1995
- 筒美京平ヒットストーリー : 1967-1998 榊ひろと 著 1998
- Kubrick ミシェル・シマン  (著), 内山一樹 (翻訳) 1999
- まんが編集術 西村繁男 1999
- All About Niagara 1973‐1979+α 大滝詠一 2001
- 雑誌『KOREA MOVIE』 2004 -
- ザ・ブルース THE BLUES マーティン・スコセッシ (著) 2004
- 小林旭マイトガイスーパーグラフィティ 映画ポスター・秘蔵写真・レコード集 日活株式会社（編）2004
- 増補改訂版 オール・アバウト・ナイアガラ 大瀧詠一 2005
- ザ・ビートルズ・サウンド最後の真実 ジェフ・エメリック （著）, ハワード・マッセイ （著）, 奥田祐士 （訳） 2006
- JAPROCKSAMPLER ジャップ・ロック・サンプラー -戦後、日本人がどのようにして独自の音楽を模索してきたか-  ジュリアン・コープ  (著), 奥田祐士 (翻訳) 2008
- ヒットこそすべて ~オール・アバウト・ミュージック・ビジネス~ 朝妻一郎  (著) 2008
- ロバート・ジョンソン:クロスロード伝説 トム・グレイブス (著), 奥田祐士 (翻訳) 2008
- 失われた時を求めて フランスコミック版 1-2 ステファヌ・ウエ (著), マルセル・プルースト (著), 中条省平 (翻訳) 2008
- 伝説「岡林信康」 増補改訂新装版 2009
- 内田裕也 俺は最低な奴さ 内田裕也  (著) 2009
- ボブ・ディランのルーツ・ミュージック 鈴木カツ 2010
- ロング・グッドバイ－浅川マキの世界 浅川マキ (著), 田村仁 (写真) 2011
- サウンド・クリエイターのための、最新版デジタル・オーディオの全知識 柿崎景二 2011
- ニール・ヤング自伝 I・Ⅱ ニール・ヤング  (著), 奥田祐士 (翻訳)　2012
- さよならアメリカ、さよならニッポン ~戦後、日本人はどのようにして独自のポピュラー音楽を成立させたか~ マイケル・ボーダッシュ (著), 奥田祐士 (翻訳) 2012
- 雑誌「ネオ・テンアジア・プラス・スター日本版」 2013-
- バックストリート・ブルース 音魂往生記 宇崎竜童・長谷川博一 (著) 2013
- トゥルー・カラーズ シンディ・ローパー自伝 シンディ・ローパー (著), ジャンシー・ダン (著), 沼崎敦子 (翻訳) 2013
- 大瀧詠一Writing & Talking 2015
- 日本歌謡ポップス史 最後の証言 中山久民 2015